# 羅德島州州徽
羅德島州州徽以藍色背景和金色的錨為中心圖像，其上標有短語“希望”。這種設計呼應了羅德島“海洋之州”的稱號。自從該地區成為殖民地的1636年以來，這個徽章就一直被用作羅德島的象徵。

## 變體

罗德岛殖民地徽章于1647年，用于殖民政府。[1]
18世纪末罗德岛镑上使用的印章。
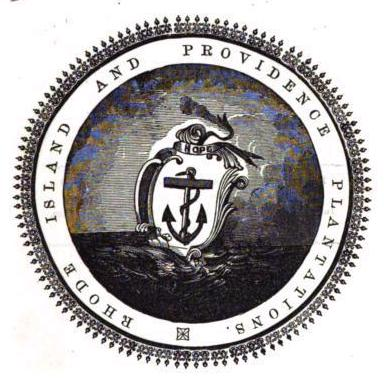
1853年的變體
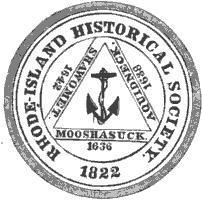
羅德島歷史學會的徽章

## 州政府徽章

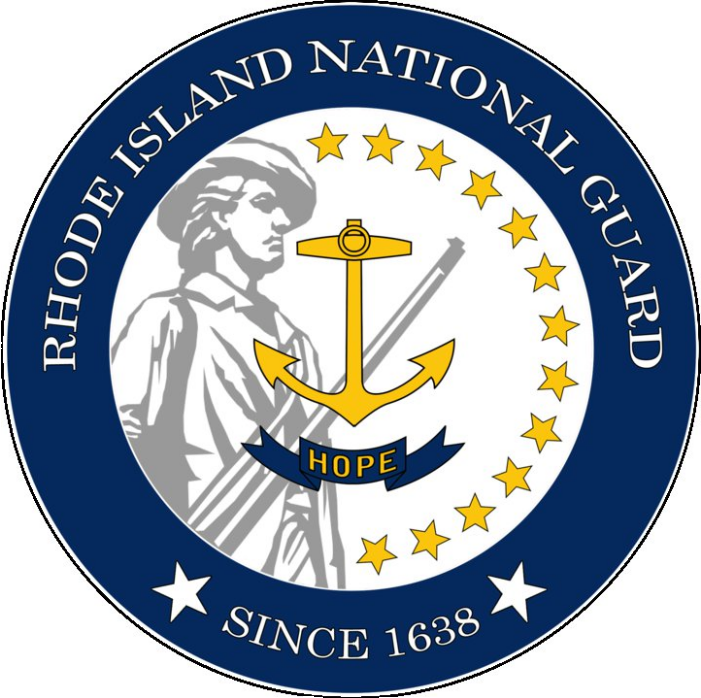